# Mustasaari (ö i Finland, Mellersta Finland, Jyväskylä, lat 61,95, long 25,61)
Mustasaari är en ö i Finland. Den ligger i sjön Päijänne och i kommunen Jyväskylä i den ekonomiska regionen  Jyväskylä ekonomiska region  och landskapet Mellersta Finland, i den södra delen av landet, 200 km norr om huvudstaden Helsingfors. Öns area är 11,3 hektar och dess största längd är 440 meter i öst-västlig riktning.